# La Maquinista Terrestre y Maritima

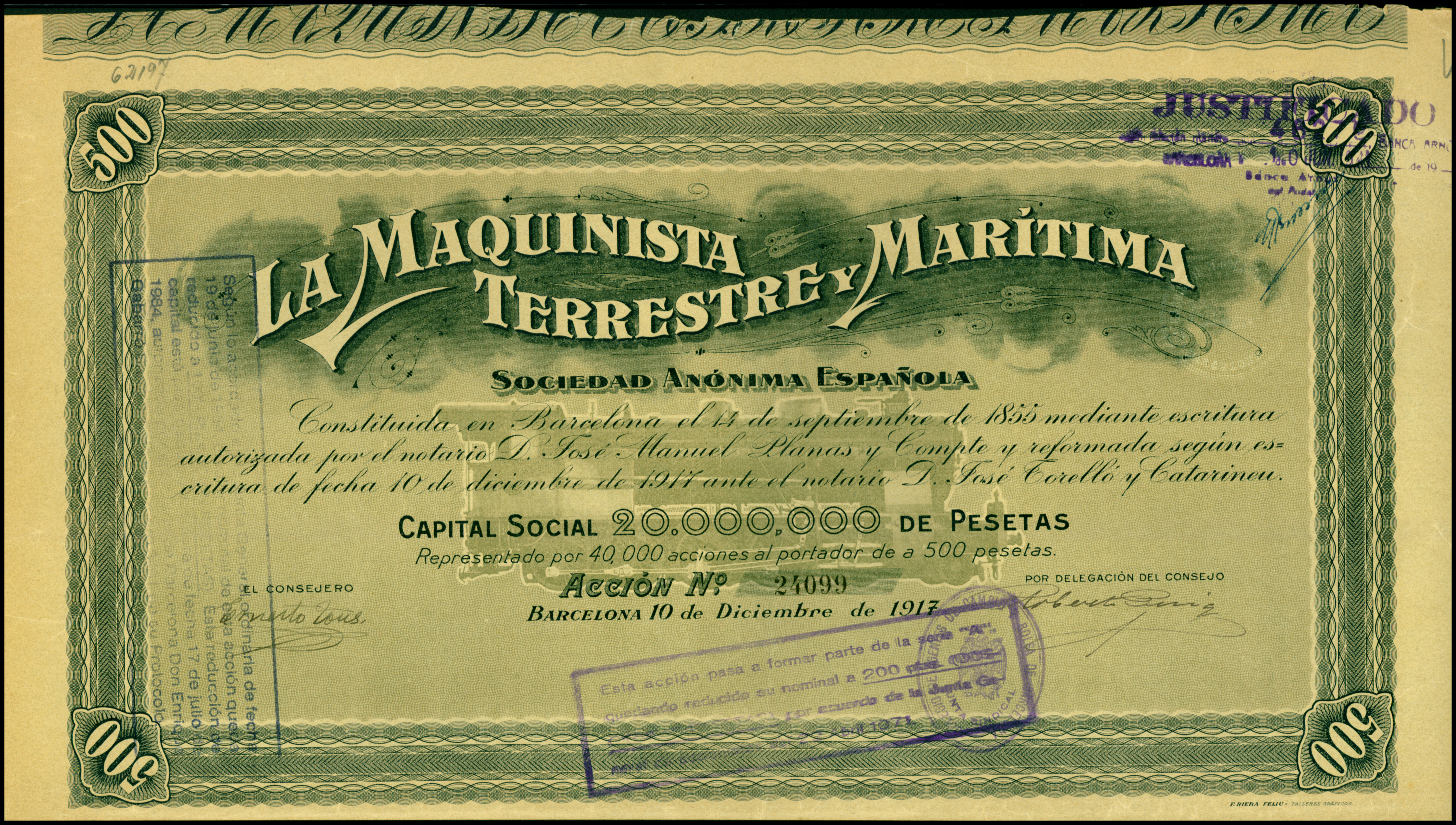
Action de La Maquinista Terrestre y Marítima en date du 10 decembre 1917

La Maquinista Terrestre y Maritima, ou MTM est l'une des plus vieilles entreprises de construction ferroviaire espagnole.

## Histoire
L'entreprise voit le jour à Barcelone le 14 septembre 1855, dans le but de construire des chaudières, des bateaux, et des machines à vapeur terrestres et maritimes. Ses fondateurs sont Esparo, Tous, et Ascacibar. 
La société commence à fournir des ponts tournants, des signaux, des aiguillages pour les lignes en construction. Le 22 octobre 1882, la société reçoit sa première commande pour deux locomotives destinées au Ferrocarril Economico de Villena a Alcoy, Yecla y Alcudia. 
Pour des raisons restées obscures, ces machines ne seront pas construites. Le 13 juillet 1883, une autre commande de deux locomotives-tramways sera passée pour le tramway à vapeur de Barcelone à El Clot. Construites sous la direction de l'ingénieur José Cornet y Mas et inspirées des modèles de la firme britannique Merryweather & Sons, ce sont les premières locomotives construites par la MTM.
Cette première livraison réussie incite l'entreprise à acheter des machines-outils permettant de fabriquer des engins plus gros Les premières machines en voie large sont fabriquées en 1888 pour le chemin de fer de Barcelone à Sarrià. 
À la fin du XIXe siècle, la société avait fabriqué un total de 17 machines. En 1900, la compagnie reçoit sa première commande importante, avec 15 machines destinées au MZA.
La loi de 1912 sur la protection de l'industrie nationale et la Première Guerre mondiale vont favoriser l'essor de l'entreprise.
La dernière locomotive à vapeur sortira des ateliers en 1957 pour le chemin de fer d'Andorra à Escatron. 